# زيلانت
زيلانت هو مخلوق أسطوري ويشبه في شكله التنين والتنين النافث للهب. واعتبر منذ 1970 رمزا لقازان. يمثل هذا الثعبان المجنح جزء من الفولكلور التتاري والروسي وذكر في أساطير تأسيس قازان.

## معرض صور

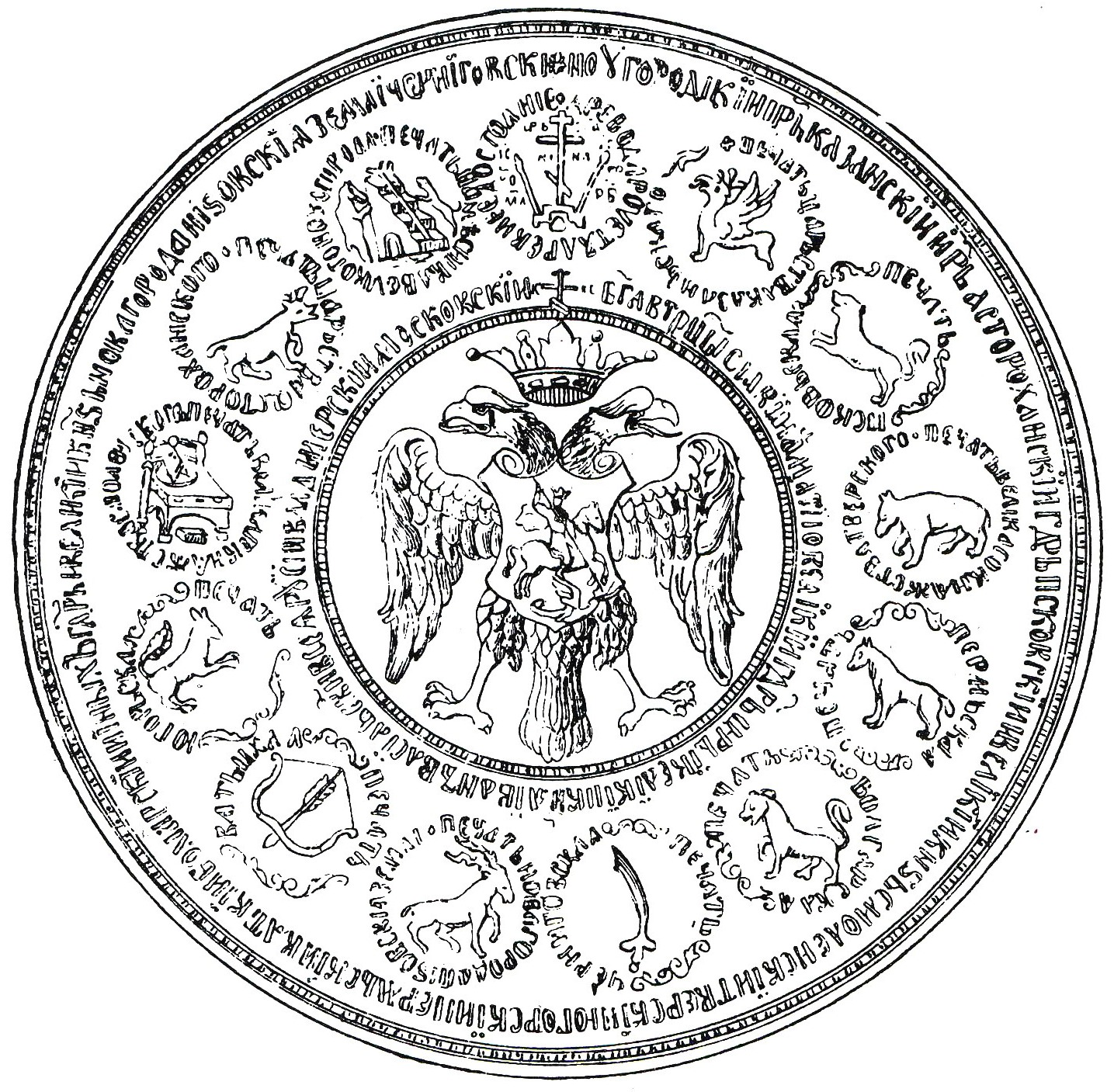
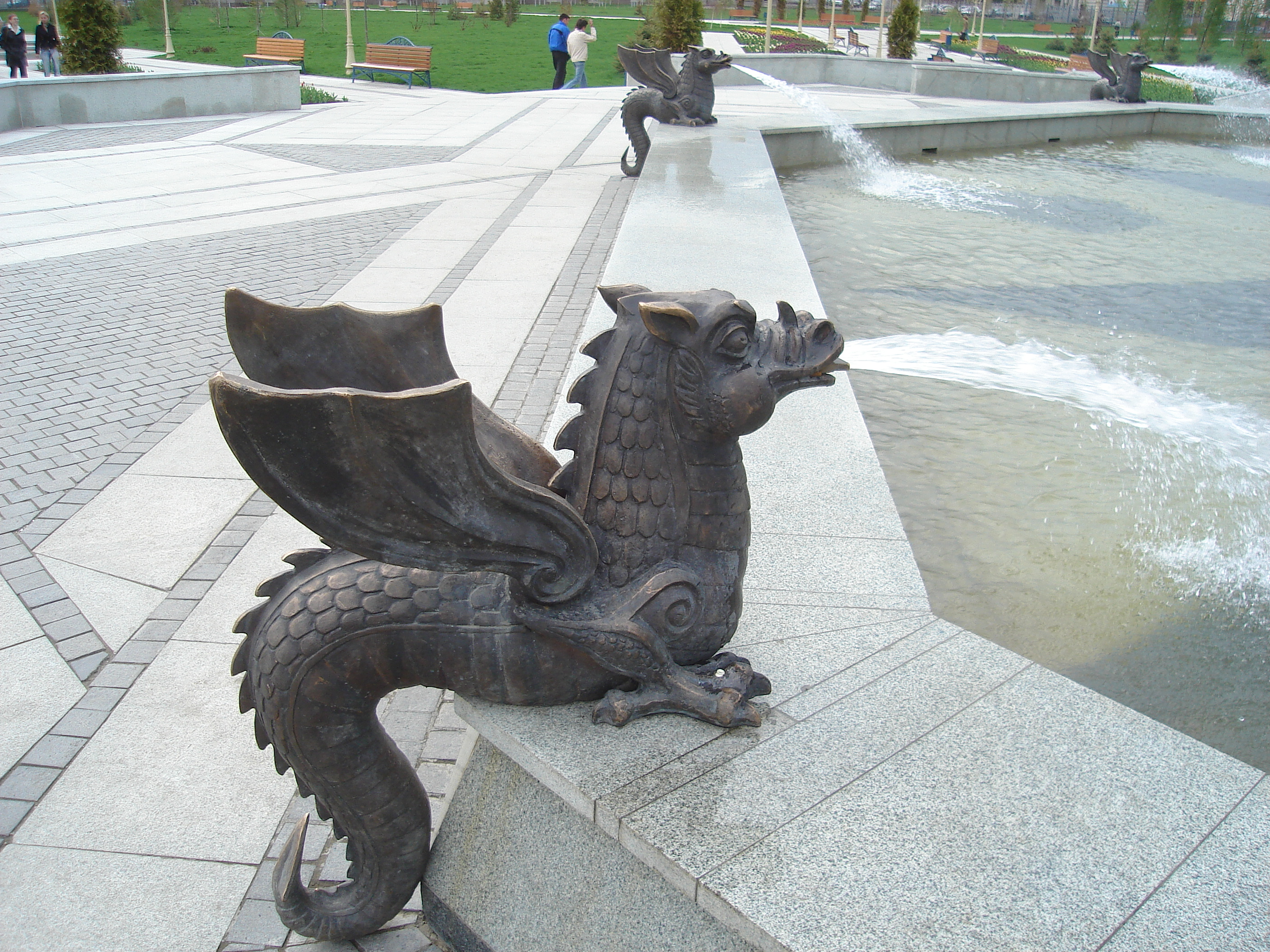
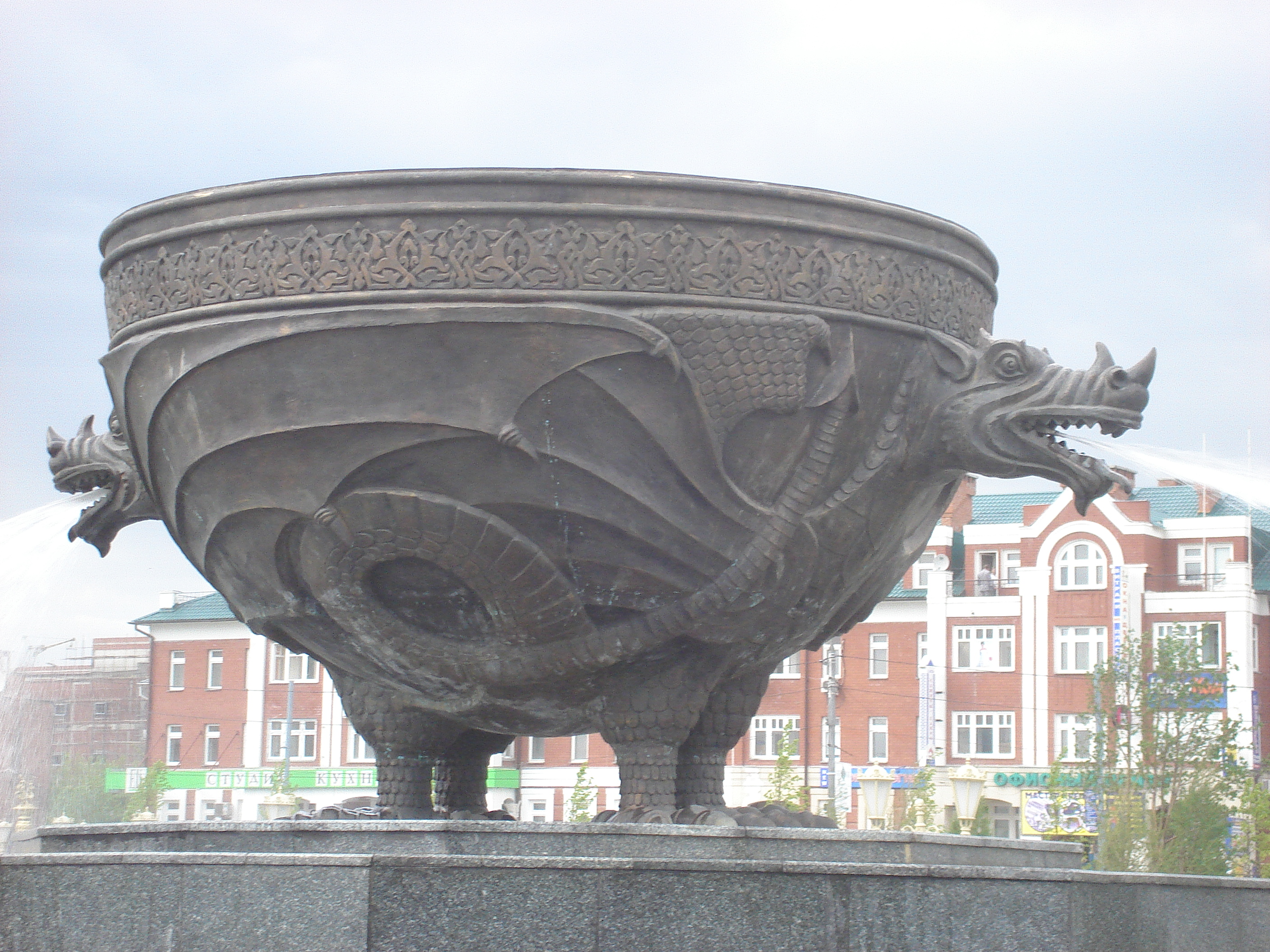